# Tibère Raffalli
Tibère Raffalli est un ténor français né à Bastia le 25 octobre 1951 et mort à Aix-en-Provence le 20 novembre 2020,.

## Biographie

### Formation et débuts
Tibère Raffalli commence ses études musicales et vocales au Conservatoire de Marseille, dans la classe du baryton Fernand Lagarde, tout en poursuivant une licence de droit à la Faculté de droit et de science politique d'Aix-Marseille. Il se perfectionne ensuite auprès de la soprano Janine Micheau, au Conservatoire national supérieur de musique et de danse de Paris, dont il est lauréat en 1977.
Encore étudiant au Conservatoire national supérieur de musique de Paris, Rolf Liebermann, directeur de l’Opéra de Paris, l'engage dans la troupe du Théâtre National. Il fait ses débuts parisiens dans le rôle de Ferrando du Così fan tutte de Mozart en janvier 1977 puis dans Le Marchand de Venise de Reynaldo Hahn (Lorenzo) et Le Porteur d'eau de Chérubini (Antonio). En 1978 et 1979, Tibère Raffalli séjourne aux USA à la Juilliard School of Music de New York, notamment en suivant l’enseignement de Luciano Pavarotti qui vient y faire de fréquentes Master classes.

### Carrière
Sa carrière internationale débute en août 1982 quand il remplace Nicolai Gedda au Théâtre Colón de Buenos Aires dans le rôle-titre de Benvenuto Cellini  d'Hector Berlioz, rôle qu'il chante le mois suivant sous la direction de Serge Baudo au Festival Berlioz à Lyon.
Considéré comme un des meilleurs espoirs de sa génération, Raffalli commence dès lors à aborder les grands rôles de ténor du répertoire français et italien, entre autres : Des Grieux du Manon  de Massenet (Opéra national du Rhin, Opéra de Nice) ; Alfredo de La traviata (Teatro Comunale de Modène, Teatro Petruzzelli de Bari...), Adorno du Simon Boccanegra de Verdi qu’il chante pour la première fois au Festival de Glyndebourne en Angleterre, Don José de  Carmen  (Opéra national du Rhin, Festival de Glyndebourne...); Mylio dans Le Roi d'Ys d’Édouard Lalo avec lequel il débute au Carnegie Hall de New York au côté de Barbara Hendricks.
Au Teatro Comunale de Bologne en 1987, il remporte un vif succès dans La Damnation de Faust de Berlioz, production dans laquelle il a pour partenaire Ruggero Raimondi et fait ses débuts dans le rôle de Lenski du Eugène Onéguine  de Tchaïkovski aux côtés de Mirella Freni et Nicolaï Ghiaurov en 1991.
Au Teatro alla Scala de Milan, on retient son interprétation du Prince de Balsora dans Les Pèlerins à la Mecque ou La Rencontre imprévue de Gluck et son  Don Ottavio de Don Giovanni aux côtés de Renée Fleming et Cecilia Bartoli, dirigé par Riccardo Muti.
En 1995, il fait ses adieux à la scène et se consacre à son autre passion, l'enseignement.

### Enseignement
Passionné par la pédagogie et la transmission, il enseigne, à partir de 1995, au Conservatoire à rayonnement régional de Bayonne puis au Conservatoire à rayonnement régional d'Aix-en-Provence (1997-2014) et au Conservatoire de Marseille (1998-2018) et donne de nombreuses master classes (Université de Tianjin, Conservatoire à rayonnement départemental de Cannes, Conservatoire d'Irun, Laboratorio Voci in Musica à Rome...),.

## Discographie
- Verdi, Don Carlos : Orchestre de la Scala de Milan, Claudio Abbado (dir.), Deutsche Grammophon
- Verdi, Simon Boccanegra : London Philharmonic Orchestra, Bernard Haitink (dir.), Glyndebourne Production
- Charpentier, Louise : Orchestre de l'Opéra de Paris, Julius Rudel (dir.), Pathé-Marconi
- Honegger, Le Roi David : Orchestre philharmonique de Prague, Serge Baudo (dir.), Supraphon Prague
- Offenbach, La Grande-duchesse de Gérolstein : Orchestre du Capitole de Toulouse, Michel Plasson (dir.), C.D.S
- Offenbach, Les Brigands : Orchestre de l'Opéra de Lyon, John Eliot Gardiner (dir.), Erato
- Massenet, Le Jongleur de Notre Dame : Orchestre de l'opéra de Monte-Carlo, Roger Boutry (dir.), Pathé-Marconi
- Ravel, L'Heure espagnole : Nouvel Orchestre philharmonique de Radio France (N.O.P), Armin Jordan (dir.), Erato
- Berlioz, Lélio ou le Retour à la vie : Nouvel Orchestre philharmonique, Eliahu Inball (dir.), France Musique
- Berlioz, Te Deum : Orchestre des Grands Concerts de Paris, Jean-Pierre Loré (dir.)
- Liszt, Psaume XXIII, : Nouvel Orchestre philharmonique, Garcia Navarro (dir.), France Musique
- Musique et Révolution, Orchestre des Gardiens de la Paix de Paris et Chœur de l'Armée française, Claude Pichaureau (dir.), Erato
- Révolution Française : Orchestre du Capitole de Toulouse, Michel Plasson (dir.), Pathé-Marconi
- Compositeurs suisses : Orchestre de Lausanne, Michel Corboz (dir.), SSD